# Coelorinchus
Coelorinchus är ett släkte av fiskar. Coelorinchus ingår i familjen skolästfiskar.

## Dottertaxa tillCoelorinchus, i alfabetisk ordning[1]
- Coelorinchus acanthiger
- Coelorinchus acantholepis
- Coelorinchus aconcagua
- Coelorinchus acutirostris
- Coelorinchus amirantensis
- Coelorinchus amydrozosterus
- Coelorinchus anatirostris
- Coelorinchus anisacanthus
- Coelorinchus aratrum
- Coelorinchus argentatus
- Coelorinchus argus
- Coelorinchus aspercephalus
- Coelorinchus asteroides
- Coelorinchus australis
- Coelorinchus biclinozonalis
- Coelorinchus bollonsi
- Coelorinchus braueri
- Coelorinchus brevirostris
- Coelorinchus caelorhincus
- Coelorinchus campbellicus
- Coelorinchus canus
- Coelorinchus caribbaeus
- Coelorinchus carinifer
- Coelorinchus carminatus
- Coelorinchus caudani
- Coelorinchus celaenostomus
- Coelorinchus charius
- Coelorinchus chilensis
- Coelorinchus cingulatus
- Coelorinchus commutabilis
- Coelorinchus cookianus
- Coelorinchus cylindricus
- Coelorinchus denticulatus
- Coelorinchus divergens
- Coelorinchus dorsalis
- Coelorinchus doryssus
- Coelorinchus fasciatus
- Coelorinchus flabellispinnis
- Coelorinchus formosanus
- Coelorinchus fuscigulus
- Coelorinchus gaesorhynchus
- Coelorinchus geronimo
- Coelorinchus gilberti
- Coelorinchus gladius
- Coelorinchus goobala
- Coelorinchus gormani
- Coelorinchus hexafasciatus
- Coelorinchus hige
- Coelorinchus hoangi
- Coelorinchus horribilis
- Coelorinchus hubbsi
- Coelorinchus immaculatus
- Coelorinchus infuscus
- Coelorinchus innotabilis
- Coelorinchus japonicus
- Coelorinchus jordani
- Coelorinchus kaiyomaru
- Coelorinchus kamoharai
- Coelorinchus karrerae
- Coelorinchus kermadecus
- Coelorinchus kishinouyei
- Coelorinchus labiatus
- Coelorinchus lasti
- Coelorinchus leptorhinus
- Coelorinchus longicephalus
- Coelorinchus longissimus
- Coelorinchus macrochir
- Coelorinchus macrolepis
- Coelorinchus macrorhynchus
- Coelorinchus maculatus
- Coelorinchus marinii
- Coelorinchus matamua
- Coelorinchus matsubarai
- Coelorinchus maurofasciatus
- Coelorinchus mayiae
- Coelorinchus mediterraneus
- Coelorinchus melanobranchus
- Coelorinchus melanosagmatus
- Coelorinchus mirus
- Coelorinchus multifasciatus
- Coelorinchus multispinulosus
- Coelorinchus mycterismus
- Coelorinchus mystax
- Coelorinchus nazcaensis
- Coelorinchus notatus
- Coelorinchus obscuratus
- Coelorinchus occa
- Coelorinchus oliverianus
- Coelorinchus osipullus
- Coelorinchus parallelus
- Coelorinchus pardus
- Coelorinchus parvifasciatus
- Coelorinchus platorhynchus
- Coelorinchus polli
- Coelorinchus productus
- Coelorinchus pseudoparallelus
- Coelorinchus quadricristatus
- Coelorinchus quincunciatus
- Coelorinchus radcliffei
- Coelorinchus scaphopsis
- Coelorinchus semaphoreus
- Coelorinchus sereti
- Coelorinchus sexradiatus
- Coelorinchus shcherbachevi
- Coelorinchus sheni
- Coelorinchus simorhynchus
- Coelorinchus smithi
- Coelorinchus sparsilepis
- Coelorinchus spathulata
- Coelorinchus spilonotus
- Coelorinchus spinifer
- Coelorinchus supernasutus
- Coelorinchus thompsoni
- Coelorinchus thurla
- Coelorinchus tokiensis
- Coelorinchus trachycarus
- Coelorinchus triocellatus
- Coelorinchus trunovi
- Coelorinchus weberi
- Coelorinchus velifer
- Coelorinchus ventrilux
- Coelorinchus vityazae
- Coelorinchus yurii